# William L. Steele
Pour les articles homonymes, voir Steele.
William LaBarthe Steele (né le 2 mai 1875 à Wilmette et mort le 4 mars 1949) était un architecte américain.
Il est considéré comme l'un des principaux membres du mouvement architectural de la Prairie School au début du XXe siècle.

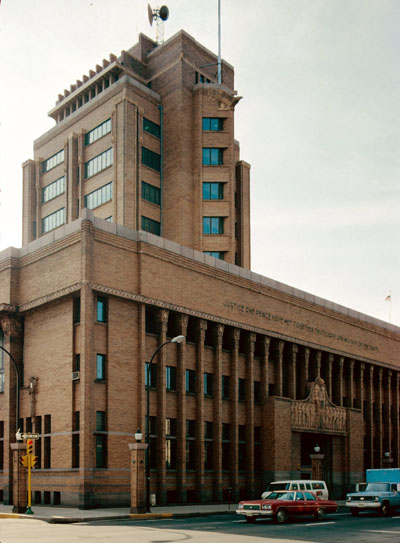
Woodbury County Courthouse (1916) avec Purcell & Elmslie (en).